# 周石珍
周石珍（？—552年6月25日），南朝梁、侯景政权属下官员。
周石珍是贩绢商人家庭出身，在建康为厮隶。身长七尺，应对娴熟。南朝梁天监年間历任諸官，晋升为宣传左右。後昇任制局監、兼开阳县令，受号直閤将軍。太清二年（548年），侯景之乱爆发，侯景軍包围建康，要求将处决周石珍、朱异、陆验、徐驎。太清三年（549年），周石珍封南丰县侯，领制局監如故。台城未陷，周石珍射出书信和侯景相勾结。侯景軍侵入宮中，周石珍还在梁武帝近侍，侯景遣其徒众入直殿内，有人驱驴马出入殿庭。武帝方坐文德殿，因奇怪相问。周石珍说：“都是丞相甲士。”武帝说：“什么丞相？”他回答：“侯丞相。”武帝怒叱道：“他叫侯景，叫什么丞相。”周石珍求媚侯景，将侯景党羽田遷作为養子。太始元年（551年），侯景称皇帝，国号漢，採用周石珍的方案，实行漢朝的制度儀仗。石珍在侯景政权担任少府卿。太清六年（552年），湘東王蕭繹派遣東征軍平定侯景之乱，周石珍被中书舍人严亶押送到江陵。五月十八乙酉日（552年6月25日），周石珍与其子周升相抱而哭，在江陵之市处以腰斩。